# Майкл Феллон
Майкл Кетел Феллон (англ. Michael Cathel Fallon; нар. 14 травня 1952, Перт, Шотландія) — британський політик-консерватор, міністр оборони з 15 липня 2014 до 1 листопада 2017.

## Біографія
У 1974 році він отримав ступінь магістра з історії у Сент-Ендрюському університеті, під час навчання був активний у Міжнародному європейському русі і виступав за членство Великої Британії у Європейському Співтоваристві. Феллон працював у Пітера Карінгтона і Діани Елліс. Член Палати громад з 1983 до 1992 і з 1997 до 2019 року.
- 1987–1988 — особистий парламентський секретар міністра енергетики Сесіль Паркінсон.
- 1988–1990 — урядовий організатор, лорд-комісар у Казначействі.
- 1990–1992 — державний міністр з питань шкіл у Міністерстві освіти і науки.
- 1997–1998 — тіньовий представник з питань торгівлі і промисловості, тіньовий фінансовий секретар Казначейства
- 2010–2012 — віцеголова Консервативної партії.
- З 2012 — член Таємної ради.
- 2012–2014 — міністр у справах бізнесу і підприємництва у Міністерстві бізнесу, інновацій та навичок.
- 2013–2014 — державний міністр енергетики у Міністерстві енергетики та зміни клімату.
- 2014 — міністр з питань Портсмуту.